# ليانوكلادي
ليانوكلاديون (Λειανοκλάδι) هي مدينة في فثيوتيس في مقاطعة كينتريكي إلادا في اليونان.